# The Hiatus
The Hiatus (stilizzato come the HIATUS) è il nome di un gruppo musicale rock giapponese, formato da Takeshi Hosomi (già negli Ellegarden) nel 2009.

## Formazione
- Takeshi Hosomi - voce, chitarra
- Masasucks - chitarra
- Koji Ueno - basso
- Takashi Kashikura - batteria
- Hirohisa Horie - tastiere

## Discografia
Album studio
- Trash We'd Love (2009)
- Anomaly (2010)
- A World of Pandemonium (2011)
- Keeper of the Flame (2014)

EP
- Insomnia (2009)
- Hatching Mayflies (2011)
- Horse Riding (2013)